# Eugène Decisy
Eugène Decisy est né à Metz le 5 février 1866 et mort le 3 juillet 1936 à Orly-sur-Morin, est un peintre et graveur français.

## Biographie
Eugène Decisy est le fils de Jean-Louis Decisy et de Marie-Elia Aubertin.
Élève d'Émile Boilvin, William Bouguereau, Victor Gilbert, Charles Courtry et Tony Robert-Fleury, il est membre de la Société des artistes français et expose au Salon de 1886 à 1893.
Il épouse en 1894 Joséphine Alexina Thonus avec laquelle il a une fille, Élisa Élisabeth, née en 1894.
En 1898, il est élu membre de la Société nationale des beaux-arts. Il prend part à l'Exposition universelle de 1900, y obtient une médaille d'argent et est nommé chevalier de la Légion d'honneur en 1910.
Graveur d'interprétation, il illustre des ouvrages classiques de la littérature française.

## Galerie

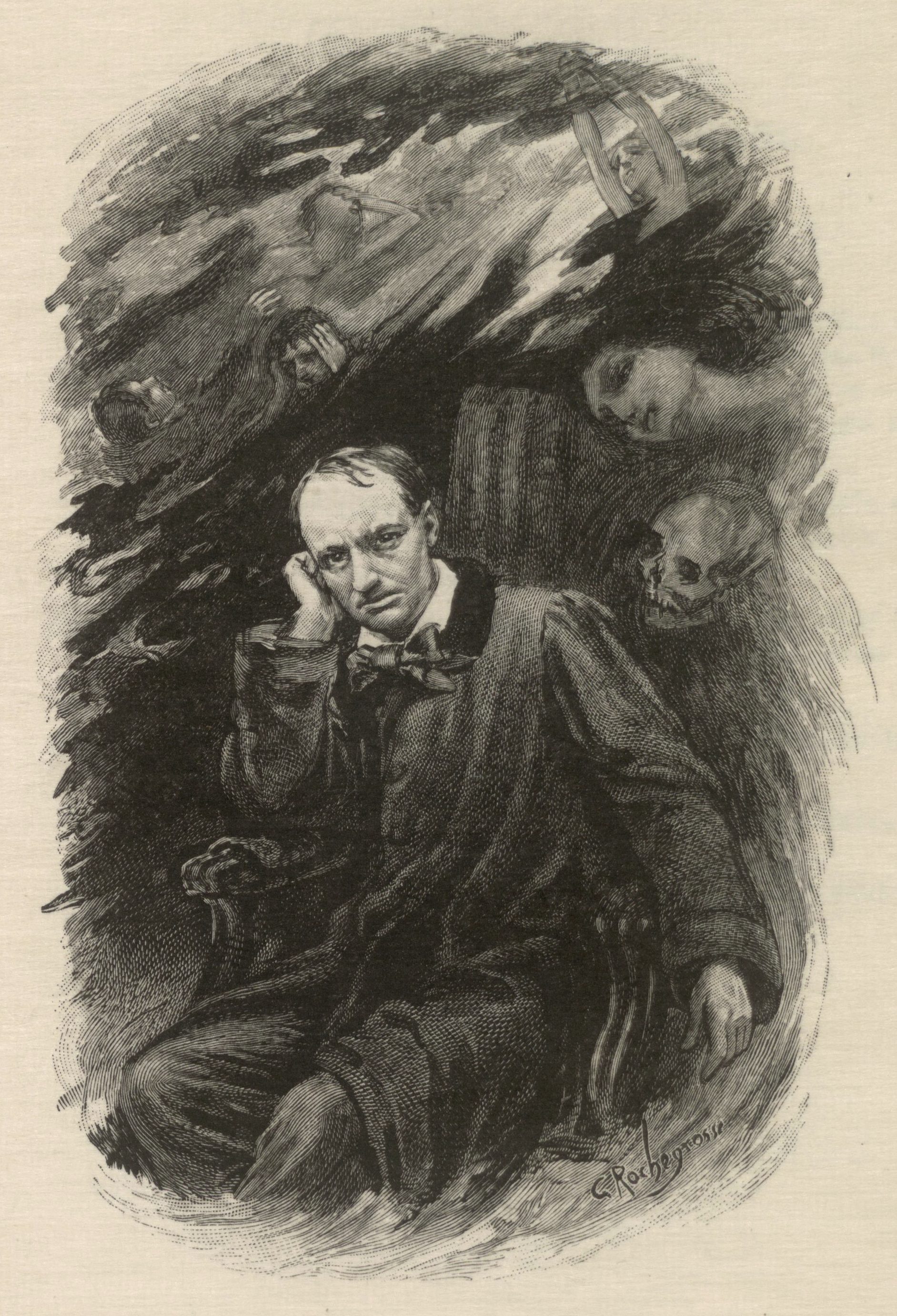
Frontispice pour Les Fleurs du mal de Charles Baudelaire (1917), bois gravé par Eugène Decisy d'après Georges Rochegrosse.
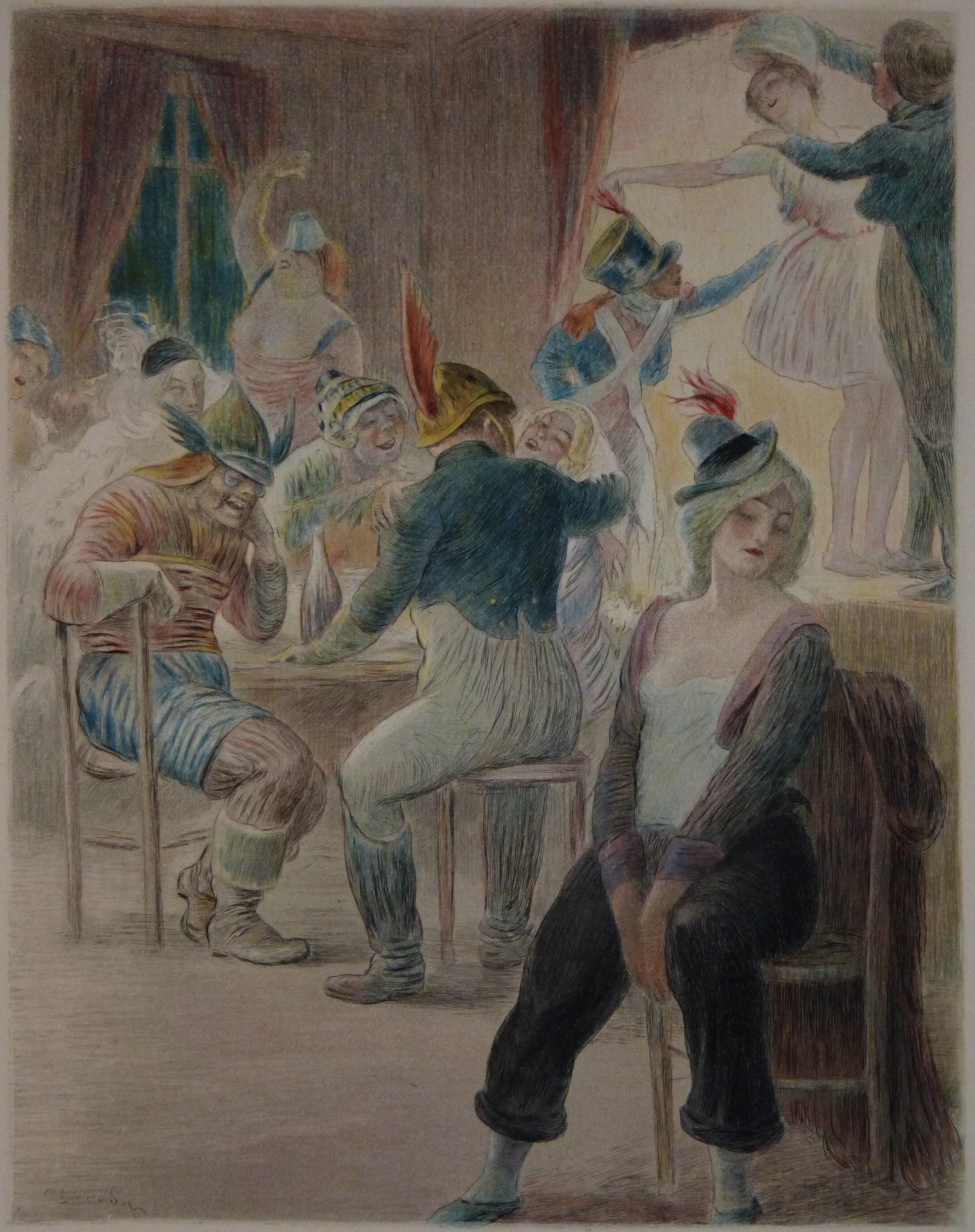
Illustration pour Madame Bovary de Gustave Flaubert (1931), eau-forte en couleur d'après Charles Léandre.
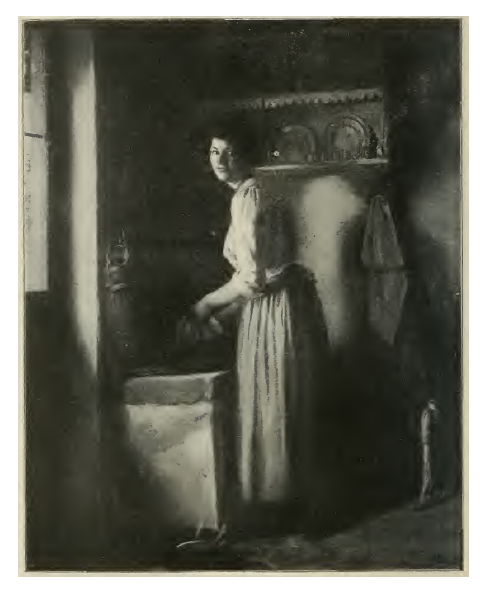
La vaisselle (1907), œuvre présentée au Salon de 1908, catalogue illustré p16.